# سذاب أذفر

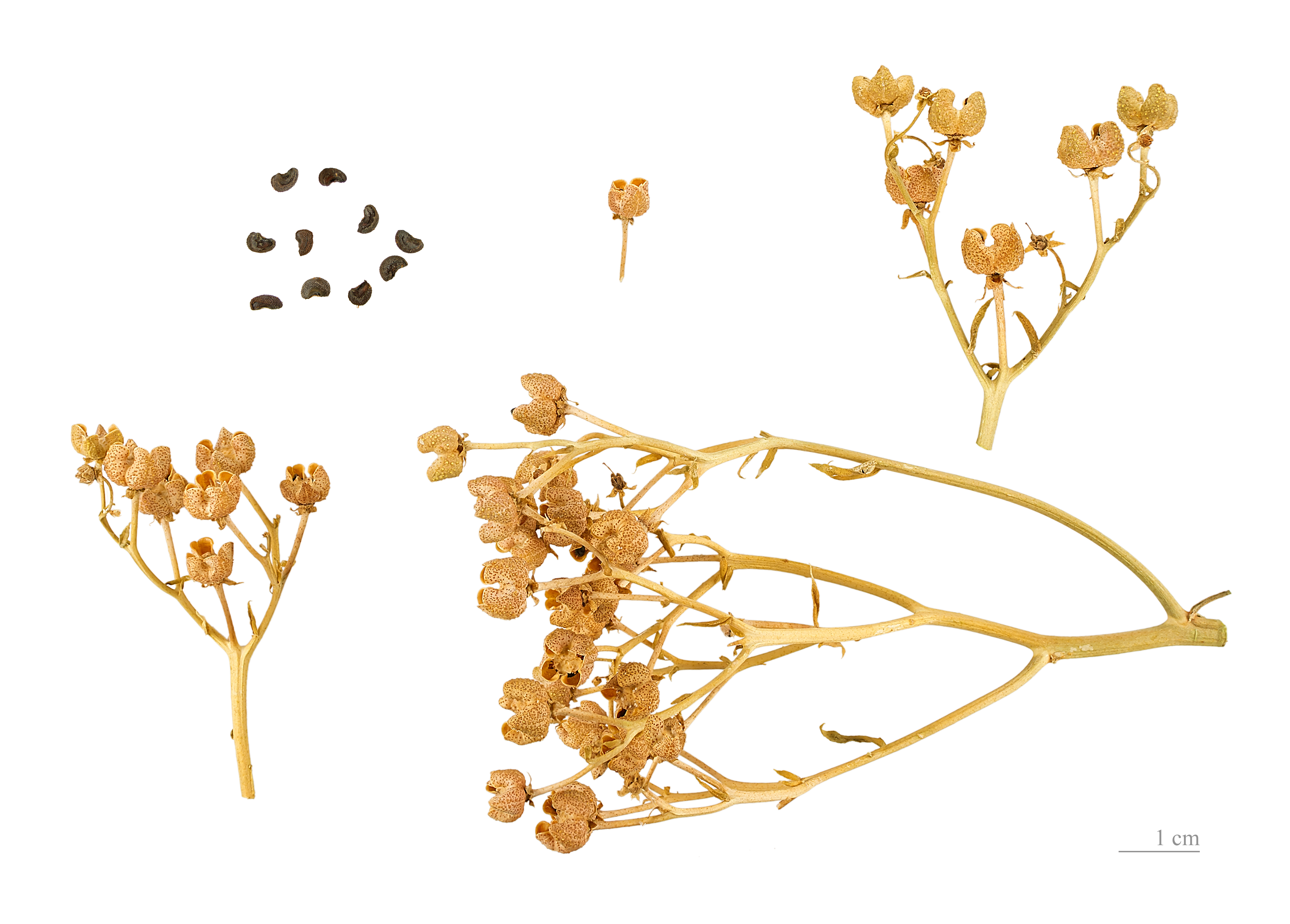
Ruta graveolens

السَّذَاب الأَذْفَر أو السذاب شديد الرائحة أو الذَّفْرَاء أو سذب، فيجن، فيجل  نوع نباتي يتبع جنس السذاب من الفصيلة السذابية.

## الوصف النباتي
نبات عشبي معمر يتراوح طوله بين 50 - 100 سم، له ساق متخشب وأفرع تحمل أوراقاً مركبة كثة ذات لون أخضر تميل إلى الزّرقة، تحمل الأفرع في نهاياتها مجاميع من الأزهار ذات لون أصفر ولها رائحة قوية عطرية ويكتمل إزهارها في آخر فصل الصيف، والثمرة كبسولية.
يحتوي النبات على مواد يمكن أن تسبب حروقاً إذا لامست الجلد وبخاصة في أوقات الحر.

## البيئة والانتشار
موطنه بلاد الشام والمغرب العربي والبلقان.